# Saitis barbipes
A Saitis barbipes a pókszabásúak (Arachnida) osztályának a pókok (Araneae) rendjébe, ezen belül az ugrópókfélék (Salticidae) családjába tartozó faj.
A Saitis póknem típusfaja.
A legutóbbi kutatások szerint a Saitis barbipes és az ausztráliai pávapók (Maratus volans) hasonló viselkedése és megjelenése, nem a konvergens evolúciónak a műve, hanem a két pók, tényleg rokonságban áll egymással.

## Neve
A pók tudományos fajneve, a barbipes = „szakállas láb”.

## Előfordulása
A Saitis barbipes előfordulási területe Európának a Földközi-térsége. A köves, kavicsos helyeket kedveli, azonban a házakba is bemerészkedik.

## Megjelenése
A nőstény körülbelül 5-6 milliméteres. A nőstény világosbarna színű, de a kisebb hímen - legalábbis szemből - élénk színek láthatók. A szemek zöldek. A négy elülső, fehér lábon fekete csíkok vannak. A szemek fölött vörös sáv húzódik. A harmadik lábpár meghosszabbodott; a testhez közelebbi része vörös, középen fekete és a vége fehéren pamacsos. Ezek mozgatásával próbálja meghódítani a nőstényt.

## Képek

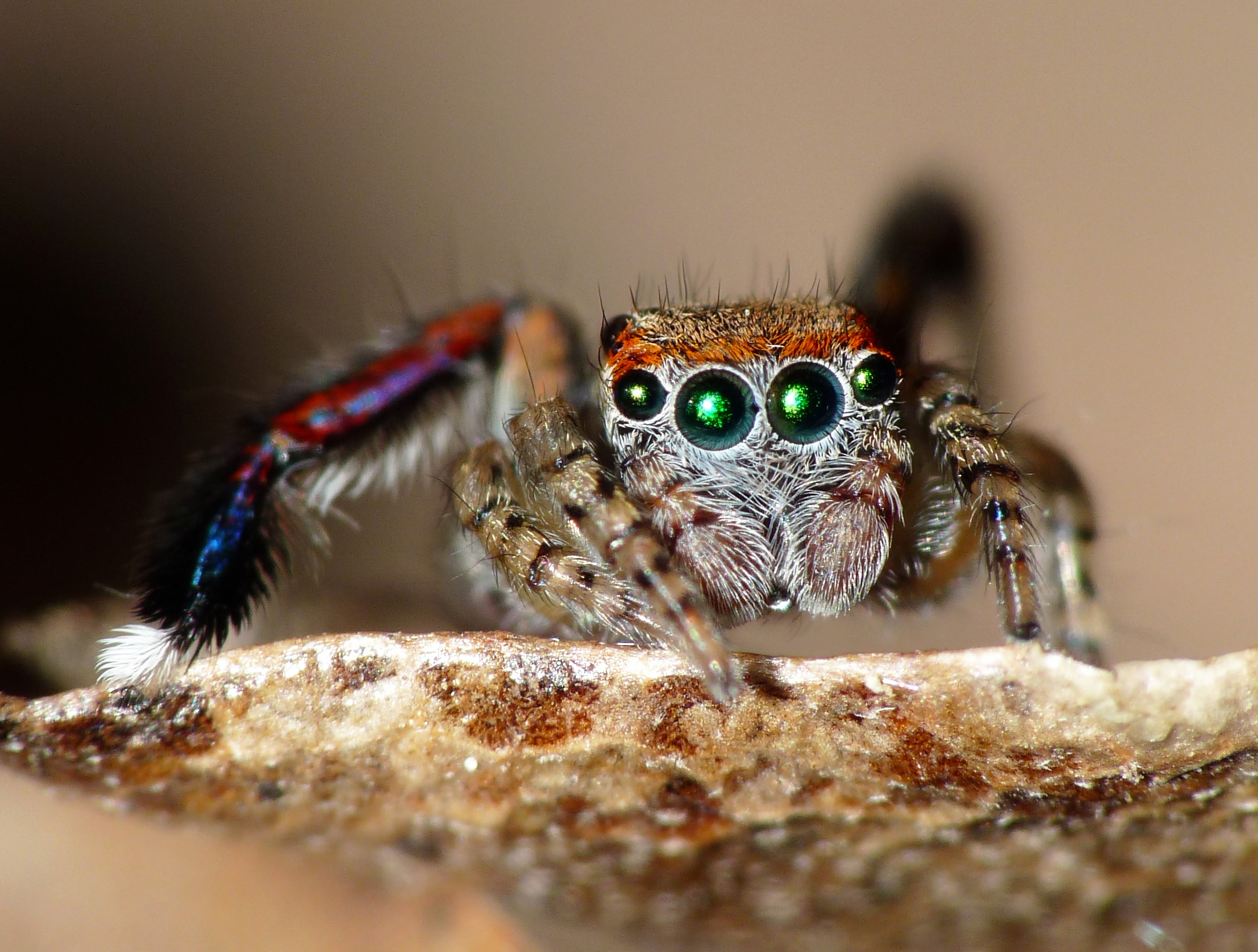
Hímek
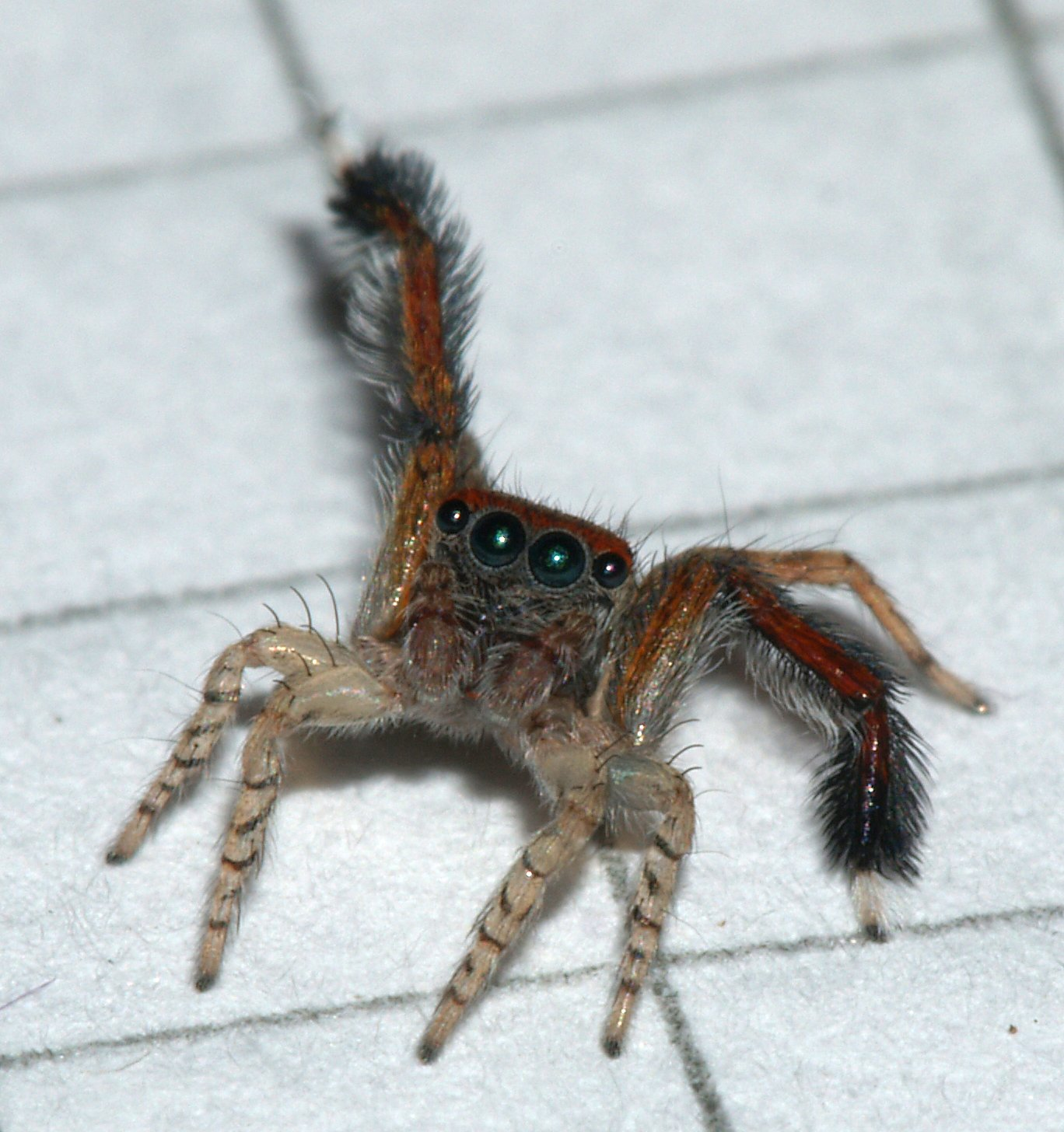
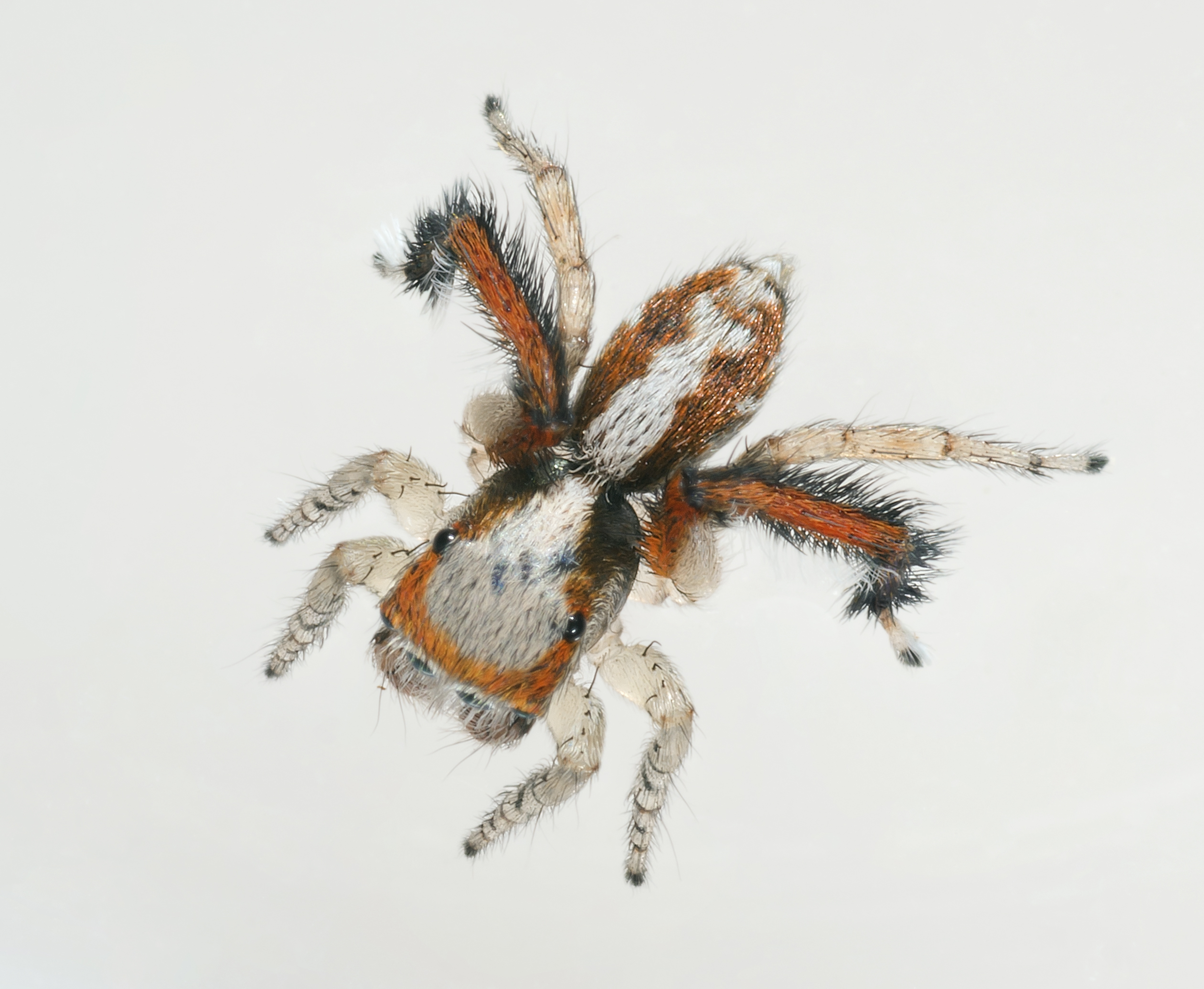
és
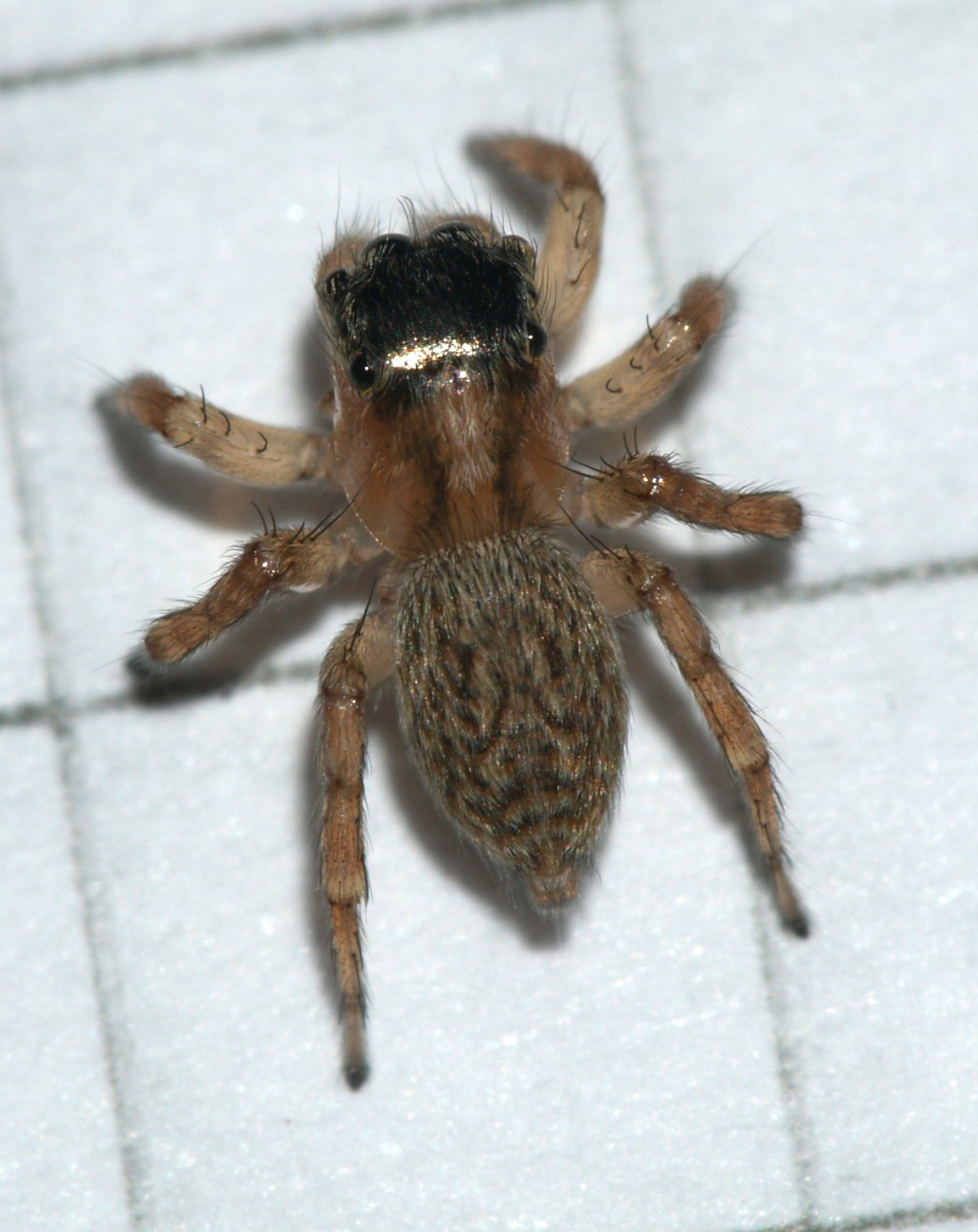
nőstények
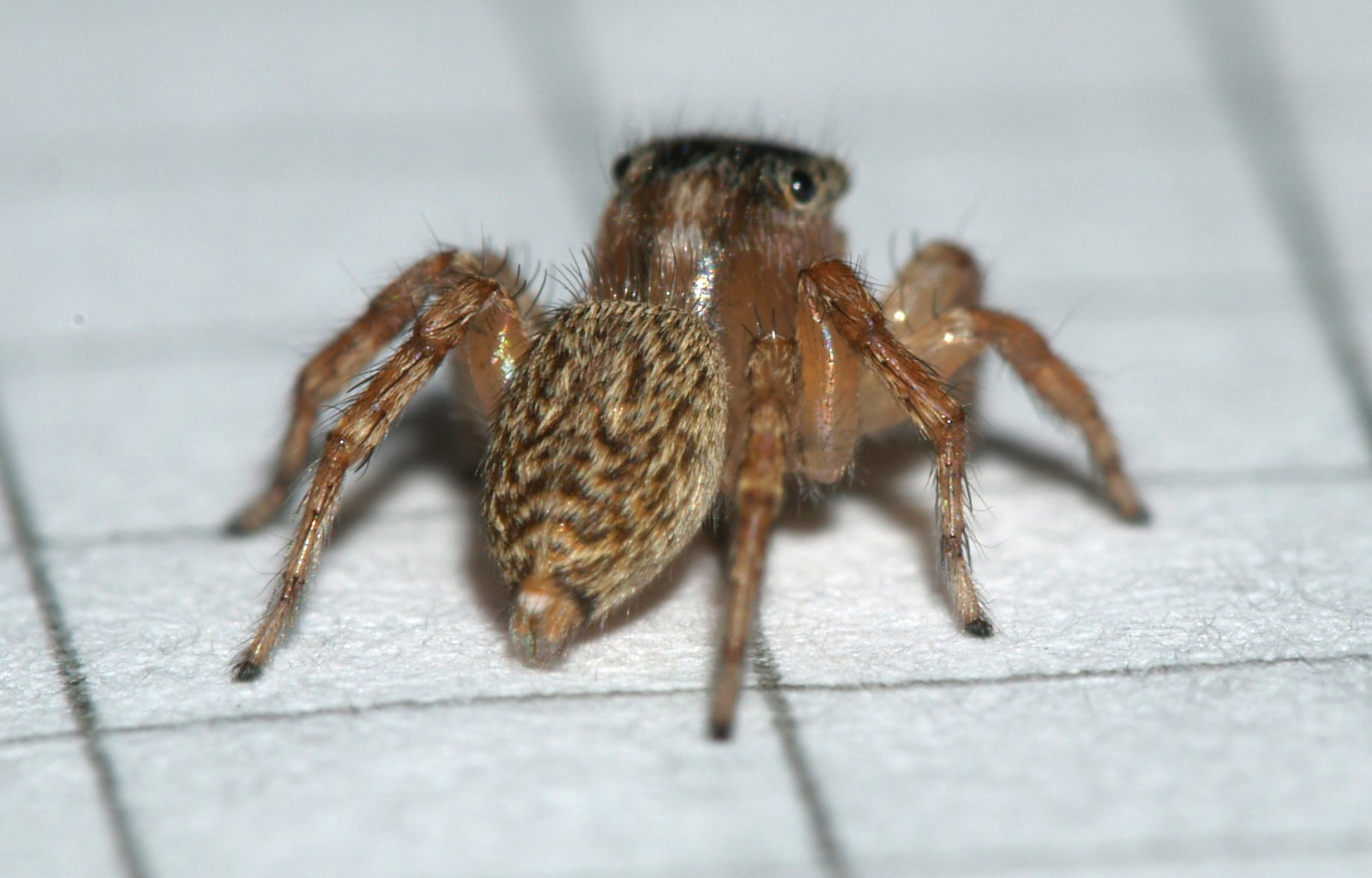

### Fordítás
- Ez a szócikk részben vagy egészben  a   Saitis barbipes című angol Wikipédia-szócikk ezen változatának fordításán alapul.  Az eredeti cikk szerkesztőit annak laptörténete sorolja fel. Ez a jelzés csupán a megfogalmazás eredetét és a szerzői jogokat jelzi, nem szolgál a cikkben szereplő információk forrásmegjelöléseként.